# قطران

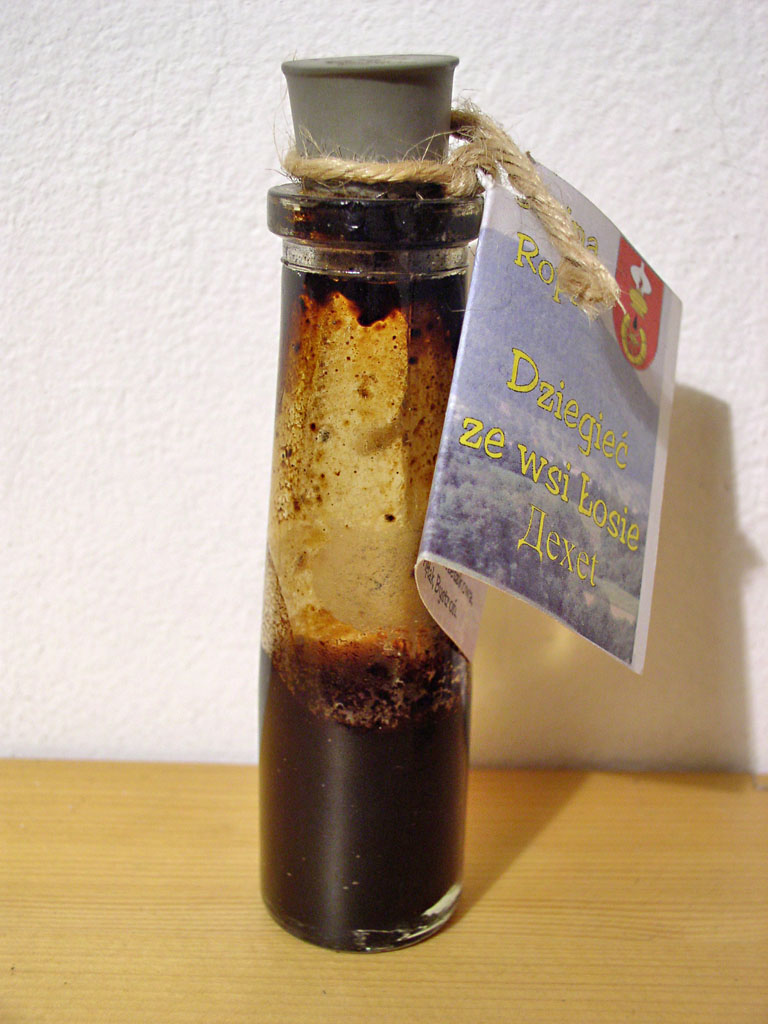
قطران چوب

قطران یا تار به موادی گفته می‌شود که معمولاً صمغ‌مانند، قهوه‌ای یا سیاه و چسبناک هستند و ترکیب‌های آلی حاصل از مواد مختلفی مانند زغال‌سنگ (قطران زغال‌سنگ)، چوب (قطران چوب)، نفت خام یا تورب هستند.
برخی درختان مانند صنوبر، عرعر، و امثال آن می‌چکد.

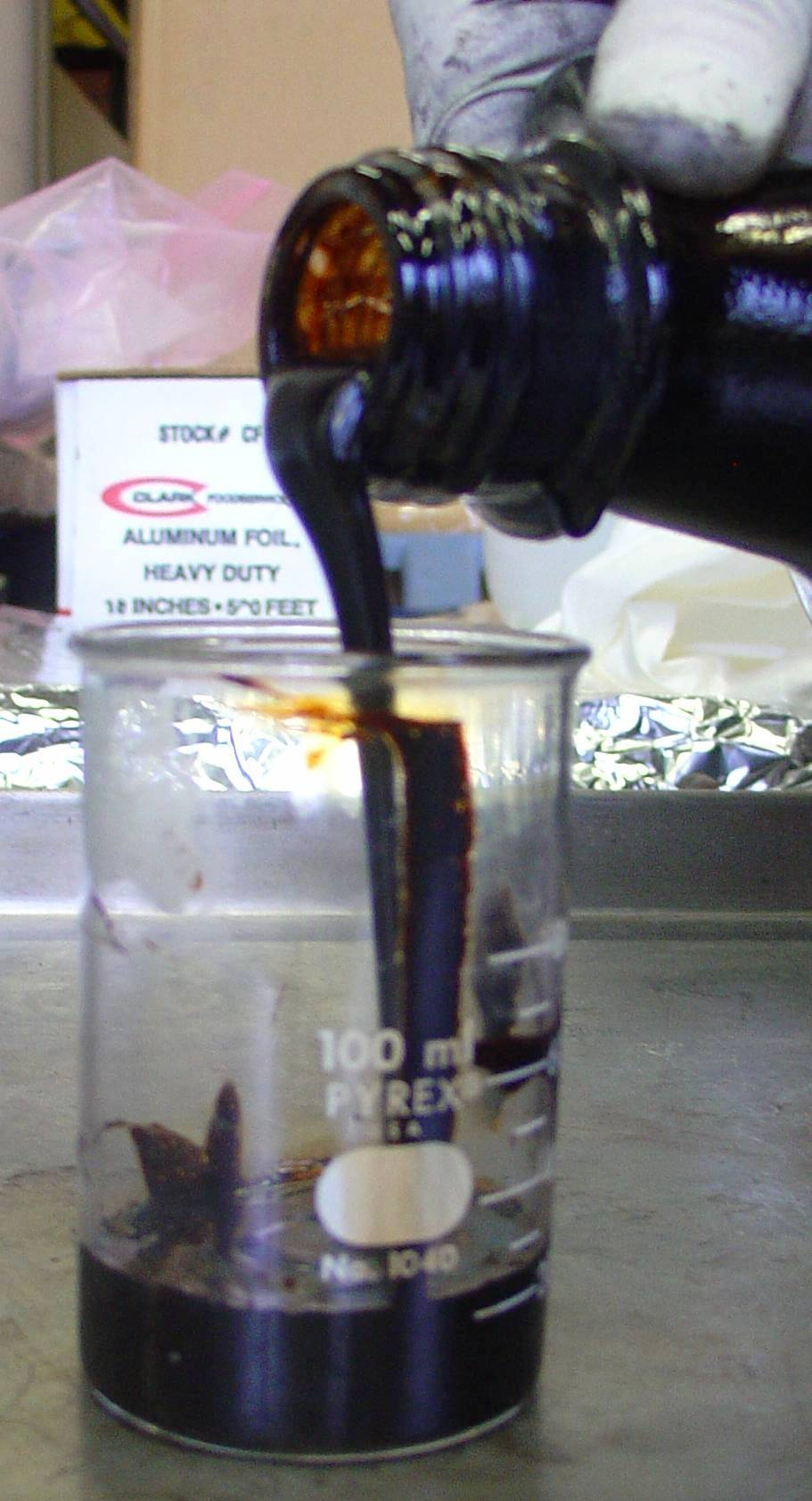
قطران کاه ذرت که از آذرکافت در اجاق مایکروویو به دست آمده است.